# Оџак
Оџак је градско насеље и сједиште истоимене општине у Федерацији Босне и Херцеговине, на крајњем сјеверу БиХ. Према прелиминарним подацима пописа становништва 2013. године, у Оџаку је пописано 8.259 лица.

## Историја
Данашњи град Оџак се помиње у историјским записима од 1593. године као мање насеље и тврђава. Те године је у Босни султановим ферманом уведен оџаклук са правом наслеђивања који се додељивао заповедницима турске војске. Миралем-бегу је овај крај додељен као оџак (посјед) и он је изградио малу утврду користећи остатке рушевина старог римског града. Након његове смрти тај посјед је наследио његов син Ибрахим и у то вријеме Оџак представља веће насеље и гранично утврђење са мањим бројем граничара.
У историјским записима стоји да је аустријска војска у неколико наврата прелазила ријеку Саву и освајала Оџак све до потписивања Београдског мира 1739. године, када је успостављена нова граница Босне дуж ријеке Саве. Следећих 100 година Оџак је провео у миру и културном и економском напретку.
Успостављањем аустроугарске власти 1878. године у Босни и Херцеговини настаје и нови период за Оџак. Уводи се нови капиталистички начин привређивања и нови начин грађења који подразумева изградњу високих зграда у којима је обједињен пословни простор у приземљу и становање на спрату. Гради се чврстим материјалом (циглом) по новим прописима, који уводе регулацију улица и грађевинску линију.
У току Другог светског рата Оџак је био познато усташко упориште. Ово место остало је упамћено као последње ослобођено место у Југославији, маја 1945. године. Борба за ослобођење Оџака, вођена је од 16. априла до 25. маја 1945. године. Група усташа пружала је фанатичан отпор најпре јединицама 25. српске, а потом јединицама 27. источнобосанске дивизије Југословенске армије у околини Оџака све до 28. маја.
На подручју Оџака је, током ратних дејстава у БиХ, од маја до јула 1992. принудно затворено 1.294 Срба, од чега 864 мушкараца, 326 жена и 104 дјетета. Срби са подручја Оџака и околних насеља су 8. маја 1992. затворени у логоре који су се налазили у основној школи и фабрици „Стролит“. Логоре за Србе је 8. маја 1992. основало Хрватско вијеће одбране. Већина Срба на подручју Оџака је била заточена 62 дана, а посљедњи српски заточеник на простору Оџака је размијењен 26. маја 1993.

## Становништво
|                      | 2013.          | 1991.           | 1981.           | 1971.           |
| Укупно               | 8 259 (100,0%) | 9 386 (100,0%)  | 7 634 (100,0%)  | 6 064 (100,0%)  |
| Бошњаци              | 6 185 (74,89%) | 6 205 (66,11%)1 | 5 347 (70,04%)1 | 4 760 (78,50%)1 |
| Хрвати               | 1 682 (20,37%) | 1 404 (14,96%)  | 950 (12,44%)    | 751 (12,38%)    |
| Босанци              | 93 (1,126%)    | –               | –               | –               |
| Срби                 | 81 (0,981%)    | 599 (6,382%)    | 470 (6,157%)    | 372 (6,135%)    |
| Неизјашњени          | 76 (0,920%)    | –               | –               | –               |
| Албанци              | 48 (0,581%)    | –               | 14 (0,183%)     | 27 (0,445%)     |
| Непознато            | 31 (0,375%)    | –               | –               | –               |
| Муслимани            | 26 (0,315%)    | –               | –               | –               |
| Остали               | 18 (0,218%)    | 359 (3,825%)    | 85 (1,113%)     | 48 (0,792%)     |
| Босанци и Херцеговци | 9 (0,109%)     | –               | –               | –               |
| Роми                 | 8 (0,097%)     | –               | –               | –               |
| Црногорци            | 1 (0,012%)     | –               | 15 (0,196%)     | 11 (0,181%)     |
| Словенци             | 1 (0,012%)     | –               | 5 (0,065%)      | 2 (0,033%)      |
| Југословени          | –              | 819 (8,726%)    | 740 (9,693%)    | 81 (1,336%)     |
| Мађари               | –              | –               | 5 (0,065%)      | 10 (0,165%)     |
| Македонци            | –              | –               | 3 (0,039%)      | 2 (0,033%)      |

1. 1 На пописима од 1971. до 1991. Бошњаци су пописивани углавном као Муслимани.

Демографска слика општине Оџак се промијенила усљед етничког чишћења од стране ХВО и Хрватске војске током посљедњег рата. Села попут Трњака, Новог Града, Доње Дубице су остала без својих становника.